# NGC 4788
NGC 4788 est une galaxie lenticulaire située dans la constellation de la Chevelure de Bérénice. Sa vitesse par rapport au fond diffus cosmologique est de 6 713 ± 19 km/s, ce qui correspond à une distance de Hubble de 99,0 ± 6,9 Mpc (∼323 millions d'al). NGC 4788 a été découverte par l'astronome prussien Heinrich Louis d'Arrest en 1865.